# Liste der Monuments historiques in Piney
Die Liste der Monuments historiques in Piney führt die Monuments historiques in der französischen Gemeinde Piney auf.

## Liste der Immobilien
| Bezeichnung                           | Beschreibung                                | Standort                         | Kennzeichnung | Schutzstatus | Datum | Bild           |
| ------------------------------------- | ------------------------------------------- | -------------------------------- | ------------- | ------------ | ----- | -------------- |
| Friedhofskapelle Notre-Dame-des-Ormes | aus der zweiten Hälfte des 16. Jahrhunderts | Piney, rue de la Chapelle (Lage) | PA00078180    | Classé       | 1927  | weitere Bilder |
| Kirche Assomption-de-la-Vierge        | um 1500 erbaut                              | Brantigny, rue du Lavoir (Lage)  | PA00078179    | Classé       | 1987  | weitere Bilder |
| Markthalle                            | aus dem 16. Jahrhundert                     | Piney, place de la Halle (Lage)  | PA00078181    | Classé       | 1972  |                |

## Liste der Objekte
| Bezeichnung                                                                      | Beschreibung                                                                                              | Standort                                                | Kennzeichnung | Schutzstatus | Datum | Bild |
| -------------------------------------------------------------------------------- | --- | ------------------------------------------------------- | ------------- | ------------ | ----- | ---- |
| Skulptur Heiliger Jakobus der Ältere                                             | Kalkstein, farbig gefasst, 16. Jahrhundert                                                                | Brantigny, in der Kirche Assomption-de-la-Vierge (Lage) | PM10004486    | Inscrit      | 1975  |      |
| Skulptur Heiliger Martin                                                         | Kalkstein, um 1500; im Pfarrgarten aufgestellt                                                            | Piney, in der Kirche St-Martin (Lage)                   | PM10001490    | Classé       | 1980  |      |
| Taufbecken                                                                       | Kalkstein, Ende des 16. Jahrhunderts                                                                      | Brantigny, in der Kirche Assomption-de-la-Vierge (Lage) | PM10001494    | Classé       | 1908  |      |
| Hauptaltar (1)                                                                   | Altartisch, Tabernakel und Exposition; Holz, bezeichnet 1787, der Tabernakel älter                        | Brantigny, in der Kirche Assomption-de-la-Vierge (Lage) | PM10001495    | Classé       | 1975  |      |
| Kirchenfenster (1)                                                               | aus dem 16. Jahrhundert                                                                                   | Villiers-le-Brulé, in der Kirche St-Didier (Lage)       | PM10001501    | Classé       | 1913  |      |
| Skulptur Heilige Maria von Ägypten                                               | Kalkstein, farbig gefasst und vergoldet, 16. Jahrhundert                                                  | Brantigny, in der Kirche Assomption-de-la-Vierge (Lage) | PM10004482    | Inscrit      | 1975  |      |
| Hauptaltar (2)                                                                   | Tabernakel und Exposition; Eichenholz, bezeichnet 1650; im Musée Napoléon in Brienne-le-Château deponiert | Piney, in der Kirche St-Martin (Lage)                   | PM10004493    | Inscrit      | 1980  |      |
| Gemälde Anbetung Mariens durch Charles-Henri de Clermont-Tonnerre und seine Frau | Ölfarbe auf Leinwand, 17. Jahrhundert                                                                     | Piney, in der Kirche St-Martin (Lage)                   | PM10001487    | Classé       | 1894  |      |
| Skulptur Madonna mit Kind (1)                                                    | Kalkstein, farbig gefasst, 14. Jahrhundert; im Musée Napoléon in Brienne-le-Château deponiert             | Villiers-le-Brulé, in der Kirche St-Didier (Lage)       | PM10001488    | Classé       | 1913  |      |
| Skulptur Heiliger Desiderius                                                     | Holz, farbig gefasst, 16. Jahrhundert; im Musée Napoléon in Brienne-le-Château deponiert                  | Villiers-le-Brulé, in der Kirche St-Didier (Lage)       | PM10001499    | Classé       | 1913  |      |
| Kirchenfenster (2)                                                               | aus dem 16. Jahrhundert                                                                                   | Piney, in der Kirche St-Martin (Lage)                   | PM10001489    | Classé       | 1913  |      |
| Pietà (1)                                                                        | Kalkstein, farbig gefasst, 16. Jahrhundert                                                                | Brantigny, in der Kirche Assomption-de-la-Vierge (Lage) | PM10001493    | Classé       | 1908  |      |
| Prozessionsstab Heiliger Desiderius                                              | Holz, vergoldet, 17. Jahrhundert; im Musée Napoléon in Brienne-le-Château deponiert                       | Villiers-le-Brulé, in der Kirche St-Didier (Lage)       | PM10001500    | Classé       | 1913  |      |
| Gemälde Heiliger Gratian                                                         | Ölfarbe auf Leinwand, 17. Jahrhundert                                                                     | Piney, in der Kirche St-Martin (Lage)                   | PM10004487    | Inscrit      | 2001  |      |
| Gemälde Petrus                                                                   | Ölfarbe auf Leinwand, 18. Jahrhundert; Verbleib unbekannt                                                 | Piney, in der Kirche St-Martin (Lage)                   | PM10004494    | Inscrit      | 1980  |      |
| Kommuniontisch                                                                   | Eichenholz, 17. Jahrhundert                                                                               | Brantigny, in der Kirche Assomption-de-la-Vierge (Lage) | PM10004529    | Inscrit      | 1984  |      |
| Kruzifix (1)                                                                     | Holz, farbig gefasst, 16. Jahrhundert; im Musée Napoléon in Brienne-le-Château deponiert                  | Villiers-le-Brulé, in der Kirche St-Didier (Lage)       | PM10004517    | Inscrit      | 1995  |      |
| Kruzifix (2)                                                                     | Holz, farbig gefasst, 16. Jahrhundert                                                                     | Brantigny, in der Kirche Assomption-de-la-Vierge (Lage) | PM10004483    | Inscrit      | 1975  |      |
| Skulptur eines heiligen Mönchs                                                   | Kalkstein, farbig gefasst, 16. Jahrhundert                                                                | Brantigny, in der Kirche Assomption-de-la-Vierge (Lage) | PM10004485    | Inscrit      | 1975  |      |
| Gemälde Allegorie des Glaubens                                                   | Ölfarbe auf Holz, 17. Jahrhundert                                                                         | Piney, in der Kirche St-Martin (Lage)                   | PM10004491    | Inscrit      | 1979  |      |
| Kirchenfenster (3)                                                               | aus dem 16. Jahrhundert                                                                                   | Brantigny, in der Kirche Assomption-de-la-Vierge (Lage) | PM10001492    | Classé       | 1894  |      |
| Gemälde Heiliger Laurentius                                                      | Ölfarbe auf Leinwand, 17. Jahrhundert                                                                     | Piney, in der Kirche St-Martin (Lage)                   | PM10001491    | Classé       | 1980  |      |
| Kirchenfenster (4)                                                               | aus dem 16. Jahrhundert                                                                                   | Villevoque, in der Kirche St-Germain (Lage)             | PM10001496    | Classé       | 1908  |      |
| Glocke                                                                           | Bronze, 1564 gegossen                                                                                     | Villevoque, in der Kirche St-Germain (Lage)             | PM10001497    | Classé       | 1913  |      |
| Skulptur Madonna mit Kind (2)                                                    | Kalkstein, 14. Jahrhundert                                                                                | Piney, in der Kirche St-Martin (Lage)                   | PM10001498    | Classé       | 1913  |      |
| Pietà (2)                                                                        | Eichenholz, 15. Jahrhundert; Verbleib unbekannt                                                           | Piney, in der Kapelle Notre-Dame-des-Ormes (Lage)       | PM10004489    | Inscrit      | 1979  |      |
| Gemälde Stiftung des Rosenkranzes                                                | Ölfarbe auf Leinwand, 18. Jahrhundert; nach Louis Testelin                                                | Piney, in der Kirche St-Martin (Lage)                   | PM10004490    | Inscrit      | 1979  |      |
| Skulptur eines heiligen Bischofs                                                 | Holz, farbig gefasst, 16. Jahrhundert                                                                     | Villevoque, in der Kirche St-Germain (Lage)             | PM10004492    | Inscrit      | 2001  |      |
| Gemälde Martyrium des heiligen Desiderius                                        | Ölfarbe auf Leinwand, 1780 von Pierre Cossard; im Musée Napoléon in Brienne-le-Château deponiert          | Villiers-le-Brulé, in der Kirche St-Didier (Lage)       | PM10004513    | Inscrit      | 1995  |      |